# Fernando Visier Segovia
Fernando Visier Segovia (n. Madrid, 3 de febrero de 1943) es un Maestro FIDE de ajedrez español.

## Resultados deportivos
Fue dos veces campeón de España. En el año 1968 superando al jugador Rafael Saborido Carné y en 1972 superando al jugador Ángel Martín González.
Ganó el antiguo campeonato de Castilla de ajedrez en una ocasión, en el año 1968 y resultó subcampeón en dos ocasiones, en los años 1964 y 1966.
Participó representando a España en cuatro Olimpíadas de ajedrez de los años 1968 en Lugano, 1972 en Skopie y 1974 en Niza, en un Campeonato de Europa de ajedrez por equipos de 1970 en Kapfenberg y en seis Copa Clare Benedict en los años 1967 en Leysin, 1968 en Bad Aibling, 1969 en Adelboden, 1970 en Paignton, 1972 en Viena y 1973 en Gstaad.

## Curiosidades
Fernando Visier es uno de los niños de San Ildefonso que cantaron los números del Sorteo Extraordinario de Navidad de la Lotería Nacional de España del año 1957.
En el año 2004 recibe la medalla de plata en la VII edición de los Premios al Mérito Deportivo de Castilla-La Mancha.